# Spirocamallanus pereirai
Spirocamallanus pereirai är en rundmaskart som först beskrevs av Annereaux 1946.  Spirocamallanus pereirai ingår i släktet Spirocamallanus och familjen Camallanidae. Inga underarter finns listade i Catalogue of Life.